# Giovanna Beatrice del Liechtenstein
Giovanna Beatrice del Liechtenstein (28 giugno 1649 o 1650 – 12/14 gennaio 1671 o 1672) è stata una principessa austriaca.

## Biografia
La principessa Giovanna Beatrice nacque nel 1649 o nel 1650, quartogenita del principe Carlo Eusebio e di Giovanna Beatrice di Dietrichstein-Nikolsburg.
Il 29 aprile 1669 sposò il principe Massimiliano.
Morì dopo aver dato alla luce la sua seconda figlia a causa delle conseguenze del parto.

## Discendenza
Giovanna Beatrice del Liechtenstein e Massimiliano del Liechtenstein ebbero due figlie:
- Principessa Luisa Giuseppa Francesca (13 febbraio o 20 marzo 1670 - Graz, 29 agosto o settembre 1736), il 3 aprile 1691 sposò Franz Wilhlem II von Hohenems (1654-1691).[3][6] Nel 1692 sposò in seconde nozze il conte Jakob Ernst Leslie (1669-1737). Ebbe un figlio dal primo marito e due figli dal secondo:[7]
  - Conte Franz Wilhelm III Maximilian (Grafenegg, 28 marzo 1692 - Graz, 6 novembre 1759), ebbe nove figli con la moglie Maria Walburga Rebekka von Wagensperg (1720-1768);[8]
  - Conte Joseph Patrick Sigismund (8 ottobre 1694 - 16 giugno 1732), con la moglie Maria Eleonore von Eggenberg (1694-1774) ebbe una figlia;[9]
  - Conte Karl Kajetan (11 agosto 1696 - 20 giugno 1761), con la moglie Maria Theresia von Eggenberg (1695-1774) ebbe cinque figli.[10]
- Principessa Massimiliana Beatrice (2 gennaio 1671 o 14 gennaio 1672 - 10 dicembre 1717), si sposò nel 1690 col conte Johann Sigismund von Rottal (?-1717).[3] Ebbero una figlia:[11]
  - Contessa Maria Antonia (gennaio 1703 - Litschau, 30 novembre 1761), assieme al marito Johann Anton von Kuefstein (1689-1740) ebbe quattro figli.[12]

## Ascendenza
|                                                  |                                |                                                  | Genitori                                    |  |  | Nonni |  |  | Bisnonni                      |  |  | Trisnonni                          |  |
|                                                  |                                |                                                  |                                             |  |  |       |  |  | Hartmann II del Liechtenstein |  |  | Georg Hartmann I von Liechtenstein |  |
|                                                  |                                |                                                  |                                             |  |  |       |  |  | Hartmann II del Liechtenstein |  |  | Georg Hartmann I von Liechtenstein |  |
|                                                  |                                | Susanna von Liechtenstein                        |                                             |  |  |       |  |  | Hartmann II del Liechtenstein |  |  |                                    |  |
| Carlo I del Liechtenstein                        |                                |                                                  |                                             |  |  |       |  |  | Hartmann II del Liechtenstein |  |  |                                    |  |
|                                                  |                                | Anna Maria di Ortenburg                          | Karl I von Ortenburg                        |  |  |       |  |  |                               |  |  |                                    |  |
|                                                  |                                | Anna Maria di Ortenburg                          | Karl I von Ortenburg                        |  |  |       |  |  |                               |  |  |                                    |  |
|                                                  |                                | Anna Maria di Ortenburg                          | Maximiliana von Fraunberg zum Haag          |  |  |       |  |  |                               |  |  |                                    |  |
| Carlo Eusebio del Liechtenstein                  |                                | Anna Maria di Ortenburg                          |                                             |  |  |       |  |  |                               |  |  |                                    |  |
|                                                  |                                | Jan Šembera z Boskovic                           | Wenzel Buczowsky von Boskowicz              |  |  |       |  |  |                               |  |  |                                    |  |
|                                                  |                                | Jan Šembera z Boskovic                           | Wenzel Buczowsky von Boskowicz              |  |  |       |  |  |                               |  |  |                                    |  |
|                                                  |                                | Jan Šembera z Boskovic                           | Anna Pohomirzsky von Oynicz                 |  |  |       |  |  |                               |  |  |                                    |  |
| Anna Maria Šemberová von Boskovic und Černá Hora |                                | Jan Šembera z Boskovic                           |                                             |  |  |       |  |  |                               |  |  |                                    |  |
|                                                  |                                | Anna Kragjrz z Kraigk                            | Albert Kragjrz z Kraigk                     |  |  |       |  |  |                               |  |  |                                    |  |
|                                                  |                                | Anna Kragjrz z Kraigk                            | Albert Kragjrz z Kraigk                     |  |  |       |  |  |                               |  |  |                                    |  |
|                                                  |                                | Anna Kragjrz z Kraigk                            | Maria Magdalena Kostomlatsky von Wrzesowicz |  |  |       |  |  |                               |  |  |                                    |  |
| Giovanna Beatrice del Liechtenstein              |                                | Anna Kragjrz z Kraigk                            |                                             |  |  |       |  |  |                               |  |  |                                    |  |
|                                                  | Sigismondo II di Dietrichstein | Adam von Dietrichstein                           |                                             |  |  |       |  |  |                               |  |  |                                    |  |
|                                                  | Sigismondo II di Dietrichstein | Adam von Dietrichstein                           |                                             |  |  |       |  |  |                               |  |  |                                    |  |
|                                                  | Sigismondo II di Dietrichstein | Margarita de Cardona                             |                                             |  |  |       |  |  |                               |  |  |                                    |  |
| Massimiliano di Dietrichstein                    | Sigismondo II di Dietrichstein |                                                  |                                             |  |  |       |  |  |                               |  |  |                                    |  |
|                                                  |                                | Giovanna della Scala                             | Hans Warmund von der Leiter                 |  |  |       |  |  |                               |  |  |                                    |  |
|                                                  |                                | Giovanna della Scala                             | Hans Warmund von der Leiter                 |  |  |       |  |  |                               |  |  |                                    |  |
|                                                  |                                | Giovanna della Scala                             | Elisabeth von Thurn                         |  |  |       |  |  |                               |  |  |                                    |  |
| Giovanna Beatrice di Dietrichstein-Nikolsburg    |                                | Giovanna della Scala                             |                                             |  |  |       |  |  |                               |  |  |                                    |  |
|                                                  |                                | Carlo I del Liechtenstein                        | Hartmann II del Liechtenstein               |  |  |       |  |  |                               |  |  |                                    |  |
|                                                  |                                | Carlo I del Liechtenstein                        | Hartmann II del Liechtenstein               |  |  |       |  |  |                               |  |  |                                    |  |
|                                                  |                                | Carlo I del Liechtenstein                        | Anna Maria di Ortenburg                     |  |  |       |  |  |                               |  |  |                                    |  |
| Anna Maria del Liechtenstein                     |                                | Carlo I del Liechtenstein                        |                                             |  |  |       |  |  |                               |  |  |                                    |  |
|                                                  |                                | Anna Maria Šemberová von Boskovic und Černá Hora | Jan Šembera z Boskovic                      |  |  |       |  |  |                               |  |  |                                    |  |
|                                                  |                                | Anna Maria Šemberová von Boskovic und Černá Hora | Jan Šembera z Boskovic                      |  |  |       |  |  |                               |  |  |                                    |  |
|                                                  |                                | Anna Maria Šemberová von Boskovic und Černá Hora | Anna Kragjrz z Kraigk                       |  |  |       |  |  |                               |  |  |                                    |  |
|                                                  |                                | Anna Maria Šemberová von Boskovic und Černá Hora |                                             |  |  |       |  |  |                               |  |  |                                    |  |